# 拉费尔
拉费尔（法語：La Fère，法語發音：[la fɛʁ]）是法国上法蘭西大區埃纳省的一个市镇，属于拉昂区。

## 地理
拉费尔（49°39'42"N, 3°21'56"E）面积6.73 平方千米，位于法国上法蘭西大區埃纳省，该省份为法国北部内陆省份，北起北部省，西接索姆省和瓦兹省，东临阿登省和马恩省，西南至塞纳-马恩省，东北部与比利时接壤。
与拉费尔接壤的市镇（或旧市镇、城区）包括：阿什里、昂德兰、博托尔、沙尔姆、达尼济、特拉沃西。

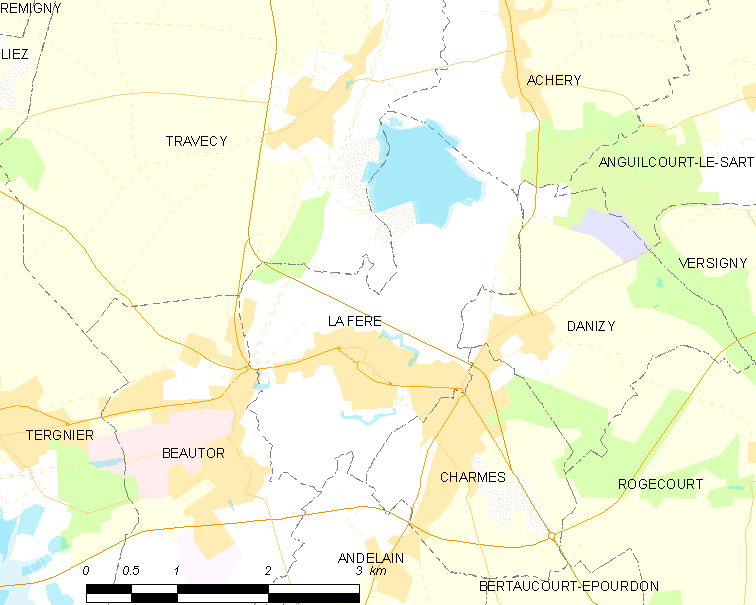
拉费尔的OSM定位图

拉费尔的时区为UTC+01:00、UTC+02:00（夏令时）。

## 行政
拉费尔的邮政编码为02800，INSEE市镇编码为02304。

## 政治
拉费尔所属的省级选区为泰爾尼耶縣。

## 人口

1962-2008年间拉费尔人口变化图示

拉费尔于2022年1月1日时的人口数量为2860人。